# Полоцкая провинция
Полоцкая провинция — одна из провинций Российской империи.

## История
Полоцкая провинция была образована из земель Полоцкого воеводства в 1772 году, отошедших к Российской империи после первого раздела Речи Посполитой, и вошла в состав Псковской губернии.
Согласно Указу от 29 декабря 1773 года Полоцкая провинция была разделена на Невельский, Полоцкий и Себежский уезды. Площадь — 1 067 422 десятины. В 6 парафиях (Бешенковичская, Дисенская, Друйская, Невельская, Полоцкая, Себежская) было 421 село, 4699 деревень и 5 местечек, в которых проживало 224 459 душ обоих полов податного населения. На территории провинции было 16 староств с 33 487 крестьянами обоих полов, находилась Полоцкая экономия (1471 дым, 17 567 крестьян, 102 405 десятин земли).
7 ноября 1775 года, наряду с остальными провинциями Российской империи, Полоцкая провинция была упразднена.

## Уезды
- Невельский уезд
- Полоцкий уезд
- Себежский уезд